# Condylostylus albiciliatus
Condylostylus albiciliatus är en tvåvingeart som först beskrevs av Van Duzee 1927.  Condylostylus albiciliatus ingår i släktet Condylostylus och familjen styltflugor. Inga underarter finns listade i Catalogue of Life.